# Repräsentantenhaus (Ägypten)

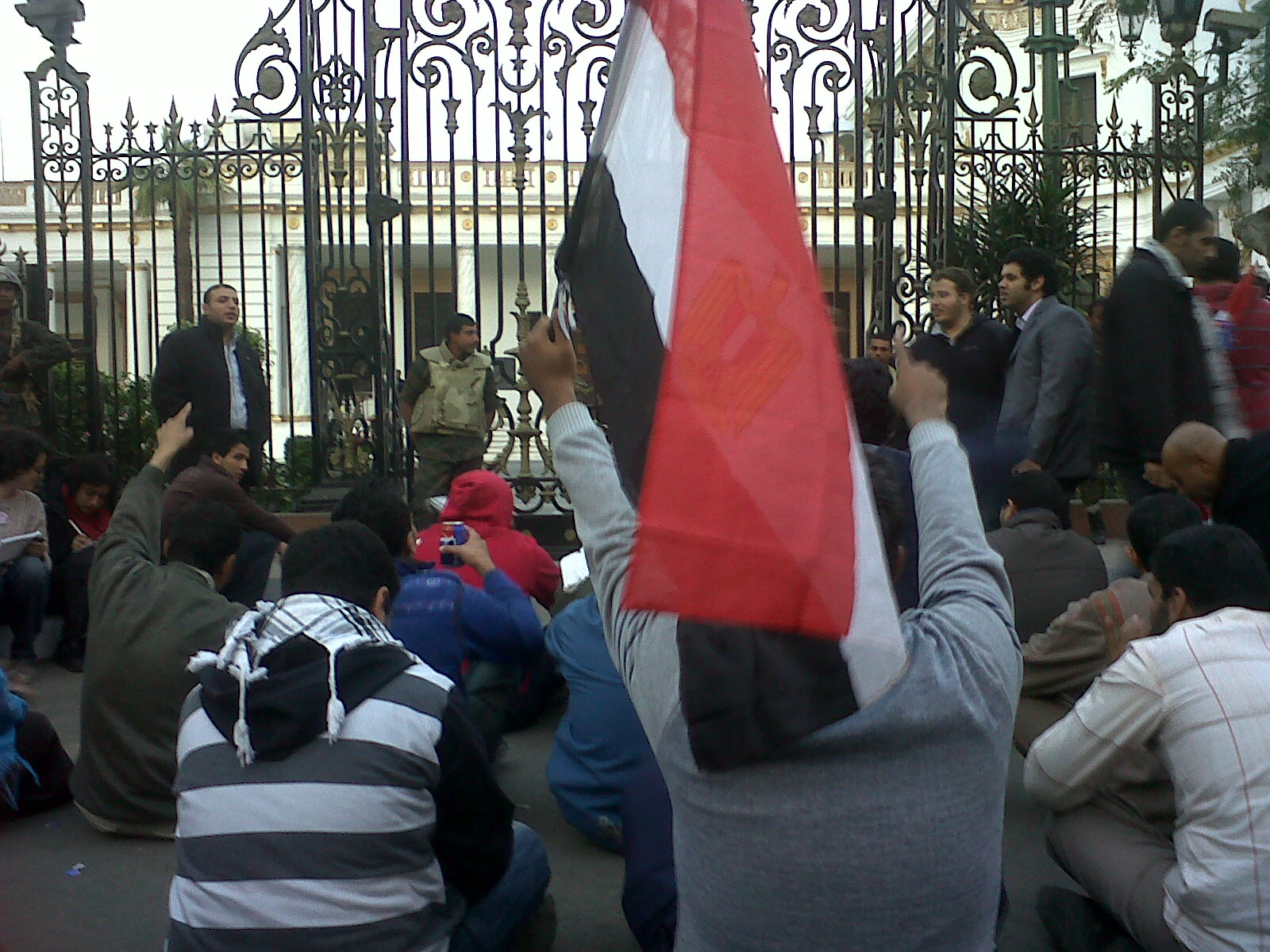
Sitzblockade vor dem Gebäude bei der Revolution 2011

Das Repräsentantenhaus (arabisch مجلس النواب, DMG Maǧlis an-Nuwwāb) in der Hauptstadt Kairo ist gemäß der ägyptischen Verfassung von 2014 das Einkammerparlament Ägyptens.

## Geschichte
Das Repräsentantenhaus hieß bis 2012 Volksversammlung (arabisch مجلس الشعب Madschlis asch-schaʿb, DMG maǧlis aš-šaʿb), war das Unterhaus im ägyptischen Zweikammersystem und besaß mehr gesetzgeberische Vollmachten als der Schura-Rat (das durch die Verfassung von 2014 abgeschaffte ägyptische Oberhaus). Damals bestand die Volkskammer aus 508 Abgeordneten, wovon 498 vom Volk gewählt wurden; die übrigen 10 Mandate wurden vom Staatsoberhaupt vergeben.
Die letzten Wahlen zur Volksversammlung hatten im Winter 2011/12 stattgefunden. Allerdings wurde das Repräsentantenhaus am 15. Juni 2012 aufgrund eines Urteils des Obersten Verfassungsgerichts aufgelöst. Die Richter urteilten, einige Artikel des Wahlgesetzes seien verfassungswidrig gewesen, da es den politischen Parteien möglich war, auch Kandidaten für das Drittel der Sitze zu nominieren, das nach der Verfassung unabhängigen Kandidaten zustand. Damit sei die Gleichheit der Wahl verletzt worden. Somit sei die Zusammensetzung der gesamten unteren Kammer ungesetzlich und damit Neuwahlen nötig gewesen.
In der Folgezeit wurden Neuwahlen wiederholt angekündigt, doch immer wieder verschoben. Erst nach Verabschiedung der Verfassung von 2014 fanden im Herbst 2015 Wahlen zum nun so benannten Repräsentantenhaus statt.